# Спетолерија (Болоња)
Спетолерија (итал. Spettoleria) је насеље у Италији у округу Болоња, региону Емилија-Ромања.
Према процени из 2011. у насељу је живело 238 становника. Насеље се налази на надморској висини од 16 м.